# Present (内田有紀のアルバム)
『Present』（プレゼント）は、内田有紀の1stベスト・アルバム。

## 解説
デビューから丸3年を迎えた中で発売されたベスト・アルバム。
デビュー曲「TENCAを取ろう! -内田の野望-」含む表題曲シングル8曲、カップリング1曲、アルバム収録1曲の既発楽曲10曲に、本作用に制作された新曲2曲の全12曲により構成されている。
近年では音楽配信サービスで音源が入手可能。

## 収録曲
1. TENCAを取ろう! -内田の野望-
2. 明日は明日の風が吹く
3. Only You
4. BABY'S GROWING UP
5. 幸せになりたい
6. EVER&EVER
7. プレゼント
8. 「アイシテル」
9. Da.i.su.ki.
10. Uchida no Rock'n'Roll
11. 美人もブスも
作詞：こなかりゆ+尾上文／作曲：佐々木真理／編曲：土方隆行
12. ホントノコト
作詞：内田有紀／作曲・編曲：中崎英也